# Operación 90

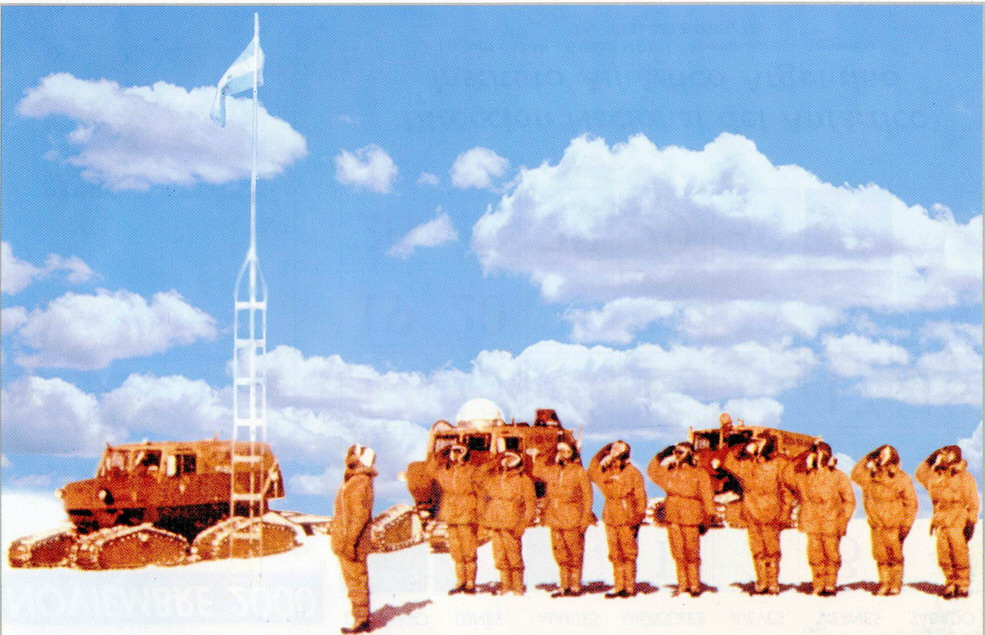
Les 10 militaires argentins de l'Operación 90 saluent leur drapeau au pôle Sud.

L'Operación 90 est la première expédition terrestre de l'Argentine vers le pôle Sud en 1965. Composée de 10 militaires argentins placés sous le commandement du colonel Jorge E. Leal, cette expédition avait pour but de revendiquer et de consolider la souveraineté de l'Argentine en Antarctique.
Nommée ainsi en référence aux 90 degrés de latitude Sud qui correspond donc au pôle Sud, elle a été organisée en secret afin de ne pas interpeller les grandes puissances de l'époque : les États-Unis et l'Union soviétique. 
Les membres de l'expédition quittent la base Belgrano le 26 octobre 1965 pour atteindre le pôle Sud le 20 décembre 1965. Ils reviennent à la base Belgrano le 31 décembre 1965 après avoir parcouru 2 900 km.
Le mât qu'ils plantent pour hisser le drapeau de l'Argentine est classé monument historique en 1972.

## Source
- (es) Cet article est partiellement ou en totalité issu de l’article de Wikipédia en espagnol intitulé « Operación 90 » (voir la liste des auteurs).